# Henry Dundas (1. wicehrabia Melville)
Henry Dundas, 1. wicehrabia Melville (ur. 28 kwietnia 1742 w Dalkeith, zm. 28 maja 1811 w Edynburgu) – brytyjski prawnik i polityk szkockiego pochodzenia, najbardziej wpływowy szkocki polityk drugiej połowy XVIII w. Ostatni brytyjski polityk sądzony w trybie impeachment.
Wywodził się z rodziny prawniczej związanej politycznie ze stronnictwem wigów. Był czwartym synem Roberta Dundasa, lorda Arniston. Wykształcenie odebrał w Royal High School w Edynburgu oraz na tamtejszym uniwersytecie. W 1763 r. został członkiem Stowarzyszenia Adwokatów. W 1766 r. został Radcą Generalnym Szkocji.
Po uzyskaniu w 1775 r. stanowiska Lorda Adwokata (najwyższe stanowisko w szkockim wymiarze sprawiedliwości), poświęcił się karierze politycznej. Jeszcze w 1774 r. został wybrany do brytyjskiej Izby Gmin z okręgu Midlothian. Od tego czasu mieszkał przede wszystkim w Londynie. Mimo to zyskał sobie uznanie Szkotów, m.in. tym, że nie krępował się mówić po szkocku, nawet podczas obrad parlamentu. W 1782 r. zmienił okręg wyborczy na Newtown, ale szybko powrócił do Midlothian. Od 1790 r. reprezentował okręg wyborczy Edinburgh.
Urząd Lorda Adwokata sprawował do 1783 r. W latach 1782–1783 i 1784–1800 był skarbnikiem floty. W 1791 r. otrzymał stanowisko ministra spraw zagranicznych, a w 1794 r. został pierwszym ministrem wojny. W latach 1793–1801 był także przewodniczącym Rady Kontroli. Był politykiem pragmatycznym. Na ogół współpracował z wigami, ale z biegiem czasu zbliżył się do stronnictwa torysów. Uważany był za prawą rękę premiera Williama Pitta Młodszego i wraz z nim opuścił gabinet w 1801 r.
Dundas był w tym okresie najbardziej wpływową osobą w Szkocji i faktycznym „zarządcą” kraju. Był bardzo popularny wśród Szkotów, zainicjował wiele ważnych dla tego kraju ustaw. Dzięki jego staraniom w latach 80. parlament zniósł kary nałożone na szkockiego Wyżyny po powstaniu 1745 roku. Równocześnie Dundas odpowiadał za procesy przeciwko jakobinom po wybuchu rewolucji francuskiej. W 1799 r. sprzeciwił się także zniesienia przeszkód prawnych dla działalności Kościoła katolickiego. Dundas osobiście przeglądał listy kandydatów do parlamentu w szkockich okręgach wyborczych i zabiegał, aby wygrywali jego stronnicy. Politykę tę nazwano despotyzmem Dundasa, a on sam otrzymał przydomek Henryka IX. Stronników zjednywał sobie, m.in. poprzez rozdawanie stanowisk (np. obsadził Szkotami stanowiska w administracji indyjskiej, kiedy stał na czele Rady Kontroli).
Od 1800 r. był lordem strażnikiem Tajnej Pieczęci Szkocji. W 1802 r. otrzymał tytuły wicehrabiego Melville i barona Dunira, i zasiadł w Izbie Lordów. Kiedy Pitt powrócił do władzy w 1804 r. powierzył Melville'owi stanowisko pierwszego lorda Admiralicji.
Tymczasem przeciwko Melville'owi wysunięto zarzuty defraudacji publicznych pieniędzy, kiedy ten zarządzał finansami Admiralicji. Powołana w 1802 r. komisja śledcza zakończyła swoje prace w 1805 r. Rezultatem jej działalności było oskarżenie Melville’a w trybie impeachmentu. Wniosek deputowanego Samuela Whitbreada został przyjęty przez Izbę Gmin większością jednego głosu. Rozpoczął się proces przed Izbą Lordów, ale w 1806 r. Melville został oczyszczony z zarzutów. Jego kariera polityczna dobiegła jednak końca.
W 1809 r. zaoferowano mu tytuł hrabiowski, ale Melville odmówił. Zmarł w 1811 r. Tytuł parowski odziedziczył jego syn, Robert.